# Saint-Deniscourt

Saint-Deniscourt este o comună în departamentul Oise, Franța. În 1 ianuarie 2022 avea o populație de 80 de locuitori.